# Ängsbrosking
Ängsbrosking (Marasmiellus vaillantii) är en svampart som först beskrevs av Christiaan Hendrik Persoon, och fick sitt nu gällande namn av Rolf Singer 1973. Enligt Catalogue of Life ingår Ängsbrosking i släktet Marasmiellus,  och familjen Marasmiaceae, men enligt Dyntaxa är tillhörigheten istället släktet Marasmiellus,  och familjen Omphalotaceae. Arten är reproducerande i Sverige. Inga underarter finns listade i Catalogue of Life.

## Källor

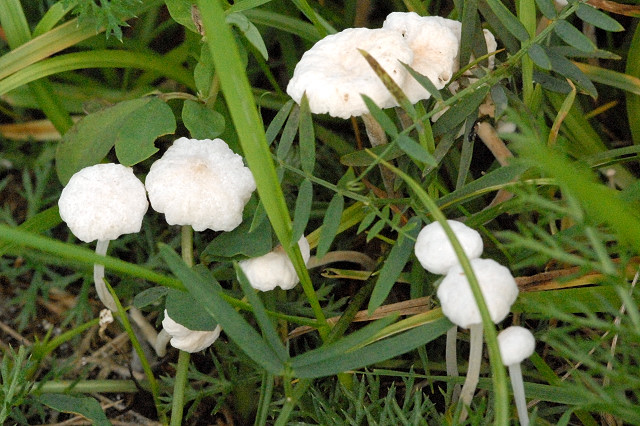
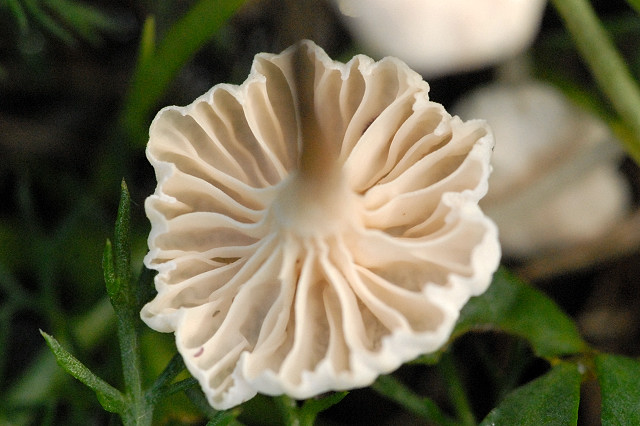